# Zizyphus pedunculata
Zizyphus pedunculata là một loài thực vật có hoa trong họ Táo. Loài này được (Brandegee) Standl. miêu tả khoa học đầu tiên năm 1923.